# 短體油鯰
短體油鯰，為輻鰭魚綱鯰形目長鬚鯰科的其中一種，分布於南美洲阿根廷巴拉那河及杜拉斯諾河流域，體長可達28.5公分，棲息在河川底部，屬肉食性，生活習性不明。

## 擴展閱讀
維基物種上的相關：短體油鯰